# Houdini (software)
Houdini é um aplicativo de software de animação 3D desenvolvido pela SideFX, com sede em Toronto . Sua atenção exclusiva à geração procedural o distingue de outros softwares de computação gráfica em 3D . 
Houdini é mais comumente usado em departamentos de efeitos visuais em filmes e jogos. Se vê presente em grandes empresas de efeitos visuais, como Walt Disney Animation Studios, Pixar, DreamWorks Animation, Double Negative, ILM, MPC, Framestore, Sony Pictures Imageworks, Method Studios, The Mill e outros. 
A SideFX também publica uma versão parcialmente limitada chamada Houdini Apprentice, que é gratuita para uso não comercial. 

## Recursos
Houdini abrange todas as principais áreas da produção 3D, incluindo: 
- Modelagem - Todas as entidades de geometria padrão, incluindo polígonos, Curvas NURBS / Bézier, remendos e acabamentos, metaballs, etc.
- Animação - Animação de quadro-chave e manipulação de canal bruto (CHOPs), suporte à captura de movimento
- Simulação de Partículas
- Dinâmica - Dinâmica de corpos rígidos, Dinâmica de fluidos, Dinâmica de fios, Simulação de tecidos, Simulação de multidões .
- Iluminação
- Renderização - Houdini conta com seu poderoso e nativo mecanismo de renderização Mantra, mas a licença Houdini Indie (versão Houdini para desenvolvedores independentes) suporta outros mecanismos de renderização de terceiros, como: RenderMan, Octane Render, Arnold, Redshift e V-ray.
- Volumetria - Com seus conjuntos de ferramentas nativos, pode criar simulações de nuvens, fumaça e fogo.
- Composição digital